# إنسليفد: أوديسي تو ذا ويست
 إنسليفد: أوديسي تو ذا ويست (بالإنجليزية: Enslaved: Odyssey to the West)‏ هي لعبة من نوع أكشن-مغامرات تكتيكية. صدرت في عام 2010 وهي متوفرة لأجهزة بلاي ستيشن 3، إكس بوكس 360، هي من تطوير نينجا ثيوري ومن نشر شركة نامكو بانداي جيمز.

## موجز
تقع أحداث اللعبة بعد 150 عاما في المستقبل حيث خربت الحرب العالمية الأرض، وأهلكت معظم الجنس البشري وتركت العالم يعاني من الروبوتات التي بقيت بعد الحرب والمعروفة باسم «ميكس». هذه الروبوتات لا تزال تتبع برمجتها وتسعى للقضاء على الأطراف المعادية، وهم البشر الباقين على قيد الحياة الآن.

## المبيعات
نامكو بانداي أملت أن تباع مليون نسخة من اللعبة بحلول نوفمبر 2010، ولكن اللعبة باعت 460 ألف نسخة فقط بحلول ذلك التاريخ. وبحلول سبتمبر 2011، وصلت المبيعات لـ 730 نسخة، إلا أن ذلك لم يعتبر كبيرا بما فيه الكفاية لجعلها سلسلة مما تسبب في إلغاء جزء جديد كان مخططا له.

## الاستقبال
تلقت اللعبة مراجعات إيجابية. موقعا تجميع المراجعات غيم رانكينغز وميتاكريتيك منحا نسخة إكس بوكس 360 تقييم 83.66٪ وتقييم 82/100،  ونسخة بلاي ستيشن 3 تقييم 82.23٪ وتقييم 80/100.